# Kellinghusen
Kellinghusen est une ville d'Allemagne située dans l'État du Schleswig-Holstein et appartenant à l'arrondissement de Steinburg.

## Géographie

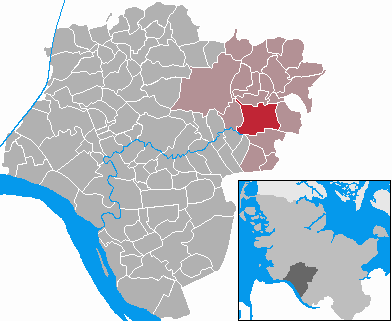
Situation de Kellinghusen.

Kellinghusen se trouve au nord-est d'Itzehoe. Les gares les plus proches sont celles d'Itzehoe, de Wrist et de Bad Bramstedt. La commune est traversée par la Stör. Outre la bourgade de Kellinghusen avec son architecture typique de briques, la municipalité comprend les villages de Feldhusen, Mühlenbek, Overndorf, Grönhude, Rensing et Vorbrügge.

## Histoire
L'endroit est peuplé au moins depuis l'époque de Charlemagne et mentionné par écrit pour la première fois en 1148. Il avait une importante manufacture de faïence au XVIIIe siècle.

## Architecture
- Église Saint-Cyriaque, consacrée en 1154 et restaurée au XVIIIe siècle, passe à la réforme protestante en 1529
- Rathaus, ou maison du conseil municipal (1906-1908), architecture Art nouveau (Jugendstil)

## Personnalités liées à la ville
- Wilhelmine Kähler (1964-1941), femme politique née à Kellinghusen ;
- Rainer Meifert (1967-), acteur né à Kellinghusen.